# Amanda Keller
Amanda Rose Keller (Sydney, 25 febbraio 1962) è una giornalista, conduttrice televisiva, personaggio televisivo e attrice australiana.

## Biografia
Dopo essersi laureata, Amanda Keller ha iniziato la sua carriera come ricercatrice in programmi come Simon Townsend's Wonder World, Good Morning Australia e Midday. Ha poi preso parte al programma Beyond 200, grazie al quale è stata riconosciuta dalla United Nations Association of Australia e ha vinto un Michael Daley Award. Allo stesso tempo ha iniziato a condurre per la stazione radiofonica Triple M, ha presentato il programma Mondo Thingo e ha partecipato alla versione australiana di Strictly Come Dancing. Dal 2012 conduce il rotocalco The Living Room su Network Ten.
Nel 2016 Keller è stata insignita dell'Ordine dell'Australia, mentre l'anno successivo è risultata essere una delle conduttrici radiofoniche più pagate in Australia. Dal 2019 al 2020 ha condotto Dancing with the Stars.
Keller sostiene la squadra di rugby league dei Sydney Roosters nella Australian National Rugby League.
Ha due figli adulti con suo marito Harley Oliver e vive a Sydney, nel sobborgo marittimo di Coogee.

## Filmografia
- Swift and Shift Couriers – serie TV, 19 episodi (2008-2011)
- Housos – serie TV, 9 episodi (2011)